# 666 (số)
666 (sáu trăm sáu mươi sáu) là một số tự nhiên liền trước của số 667 và liền sau của số 665

## Trong toán học
- Nó cũng là một số dư.[4]
- Đây là tổng của 36 số tự nhiên đầu tiên (nghĩa là {\displaystyle 1+2+3+...+34+35+36=666}), và là một số tam giác.
- Tính từ 36 vừa là số chính phương và số tam giác, 666 là con số thứ 6 có dạng {\displaystyle n^{2}(n^{2}+1)/2} và con số thứ 8 có dạng {\displaystyle n(n+1)(n^{2}+n+2)/8}.
- Số lượng các số nguyên tố đến 666 là 121, số chính phương của số lượng các số nguyên tố lên đến 36.
- 666 là số nhân tố-12 thứ 60; 60 là số nhân tố-12 đầu tiên.
- 666={\displaystyle (3^{6})-(2^{6})+1}; 6={\displaystyle (3^{2})-(2^{2})+1}; 66={\displaystyle (3^{4})-(2^{4})+1}.
- 666 là tổng bình phương của 7 số nguyên tố đầu tiên (tức là {\displaystyle 2^{2}+3^{2}+5^{2}+7^{2}+11^{2}+13^{2}+17^{2}=666}).
- Trung bình điều hòa của số thập phân của 666 là (bình thường—mọi số tự nhiên liên hoàn đều có tiên chất này) một số nguyên: 3/(1/6 + 1/6 + 1/6) = 6, khiến 666 là số thứ 54 có tính chất này.
- Trong hệ thập phân, 666 là một số xuôi ngược (Số đọc từ trái sang phải cũng giống như đọc từ phải sang trái), một số liên hoàn và số Smith.
- Một Hình vuông ma thuật đảo nguyên tố dựa trên nền 1/149 trong hệ thập phân có tổng giá trị các số theo hàng, cột hoặc đường chéo là 666.
- Bình phương của 666 là 443556.
- 666 vừa là bội của (102 + 101 + 100) vừa là bội của (361 + 360) nên 666 là số có các chữ số trong hệ thập phân và hệ tam thập lục phân giống nhau.
- 666 là tổng của số 333 với số 333

## Trong tôn giáo

#### Con số của quỷ dữ[5]
Số 666 chính là biểu tượng của quỷ Sa Tăng hay còn được gọi là Number of the beast (Con số của quái thú Khải Huyền). Điều này cũng đồng nghĩa với việc số 666 mang lại những điều xấu và không may mắn. Bên cạnh đó, số 6 đối lập hoàn toàn với số 7 - số được xem là dấu ấn của Chúa Trời.

#### Những lần xuất hiện khác
Trong Kinh thánh, 666 là số lượng vàng mà Sa-lô-môn thu được mỗi năm (xin xem 1 Các Vua 10:14 và 2 Sử Ký 9:13).
Trong Kinh thánh, 666 là số hậu duệ của Adonikam trở về Jerusalem và Judah từ cuộc lưu đày ở Babylon (xem E-xơ-ra 2:13).
Sử dụng gematria, Neron Caesar đã chuyển ngữ từ tiếng Hy Lạp sang tiếng Do Thái viết tắt, נרון קסר, tạo ra số 666. Cách đánh vần tiếng La tinh của "Nero Caesar" được chuyển ngữ thành tiếng Do Thái viết tắt, נרו קסר, tạo ra số 616. Do đó, trong Kinh thánh, 666 có thể được mã hóa tham chiếu đến Nero, Hoàng đế La Mã từ năm 55 đến năm 68 sau Công nguyên.